# Ciprus a 2006. évi téli olimpiai játékokon
Ciprus az olaszországi Torinóban megrendezett 2006. évi téli olimpiai játékok egyik részt vevő nemzete volt. Az országot az olimpián 1 sportágban 1 sportoló képviselte, aki érmet nem szerzett.

## Alpesisí
Férfi
| Versenyző              | Versenyszám      | 1. futam | 1. futam | 2. futam | 2. futam | Összesítés | Összesítés |
| Versenyző              | Versenyszám      | Idő      | Hely.    | Idő      | Hely.    | Idő        | Helyezés   |
| ---------------------- | ---------------- | -------- | -------- | -------- | -------- | ---------- | ---------- |
| Theódorosz Hrisztodúlu | Műlesiklás       | 1:05,58  | 52.      | 1:00,97  | 37.      | 2:06,55    | 38.        |
| Theódorosz Hrisztodúlu | Óriás-műlesiklás | 1:30,47  | 38.      | 1:31,56  | 36.      | 3:02,03    | 34.        |